# La Voix des Belges
La Voix des Belges, de Stem der Belgen, est un journal clandestin, organe du Mouvement national belge (MNB) qui fut édité durant la Seconde Guerre mondiale.

## Historique
Aimé Dandoy et Camille Joset fondent le journal en juillet 1941. Son nom fut trouvé par Jules Berlingin résistant actif. La manchette du premier numéro titrait : « Battus parfois, abattus jamais ! ». Aimé Dandoy est arrêté par la Gestapo le 23 octobre 1941 tandis qu'il prenait livraison du journal clandestin à l'imprimerie L. Wijckman-F. Schoubben. Camille Joset sera à son tour arrêté par la Gestapo, le 27 avril 1942 et restera trois années prisonnier, période durant laquelle il perdra l'usage de ses jambes. C'est son fils, Camille-Jean Joset qui reprend la tête du journal à la suite de son père. Les 17 et 18 février 1944, c'est tout l'état-major du MNB qui est arrêté, seules trois personnes échapperont à la vague d'arrestations. L'équipe de La Voix des Belges n'est pas épargnée. Le journal renait cependant de ses cendres et le no 38 paraît en mai 1944. Le format est réduit aussi, s'appelle-t-il désormais "La Petite Voix des Belges". Il paraîtra jusqu'à la libération. Début septembre 1944, le train qui emmène les membres du MNB, détenus jusqu'alors à la prison de Saint-Gilles, en Allemagne est arraisonné par les alliés. Ils échappent ainsi à la déportation et seront à Bruxelles, le 3 septembre 1944 lors de la libération. Ce sera la dernière édition clandestine du journal,,.